# Czyta
Czyta (ros. Чита, Czita) – miasto, dawniej obwodowe, w obwodzie czytyjskim w azjatyckiej części Rosji, położone w południowej Syberii, obecnie miasto w Kraju Zabajkalskim.
Miasto położone nad rzekami Czytą i Ingodą na trasie kolei transsyberyjskiej – 52°03′N 113°28′E.
W 2024 miasto miało 333 tys. mieszkańców.
W latach 1920–1922 stolica Republiki Dalekiego Wschodu, od 1937 roku – stolica obwodu czytyjskiego. Od 1 marca 2008 stolica nowo utworzonego Kraju Zabajkalskiego.
Miasto jest podzielone na cztery dzielnice: Żeleznodorożna, Ingodinska, Centralna i Czernowska.
W Czycie znajduje się kilka uczelni, w tym Uniwersytet Zabajkalski i Akademia Medyczna.
W mieście rozwinął się przemysł maszynowy, drzewny, włókienniczy, spożywczy, skórzany, obuwniczy, futrzarski oraz środków transportu.

## Sport
- Dinamo Czyta – klub piłkarski
- FK Czyta – klub piłkarski

## Urodzeni w mieście
- Marija Trubnikowa (1835-1897) – rosyjska feministka i filantropka
- Jemieljan Jarosławski (1878–1943) – radziecki polityk, dziennikarz i historyk
- Aleksandr Pierfiljew (1895–1973) – rosyjski wojskowy (esauł), publicysta, pisarz i poeta
- Maciej Nowicki (1910–1950) – polski architekt i rysownik
- Dmitrij Wołkogonow (1928–1995) – generał pułkownik Armii Radzieckiej, profesor, filozof i historyk
- Anatolij Sobczak (1937–2000) – rosyjski prawnik i polityk
- Witalij Sołomin (1941–2002) – radziecki i rosyjski aktor filmowy i teatralny
- Ludmiła Titowa (ur. 1946) – rosyjska łyżwiarka szybka reprezentująca ZSRR
- Igor Mirnow (ur. 1984) – hokeista
- Anastasija Piwowarowa (ur. 1990) – rosyjska tenisistka
- Alina Stadnik (ur. 1991) – ukraińska zapaśniczka startująca w stylu wolnym

## Miasta partnerskie
- Manzhouli
- Czojbalsan
- Chita
- Ułan Ude

## Wojsko
Miasto jest siedzibą dowództwa i sztabu 29 Armii Ogólnowojskowej Wschodniego Okręgu Wojskowego Sił Zbrojnych Federacji Rosyjskiej.

## Galeria

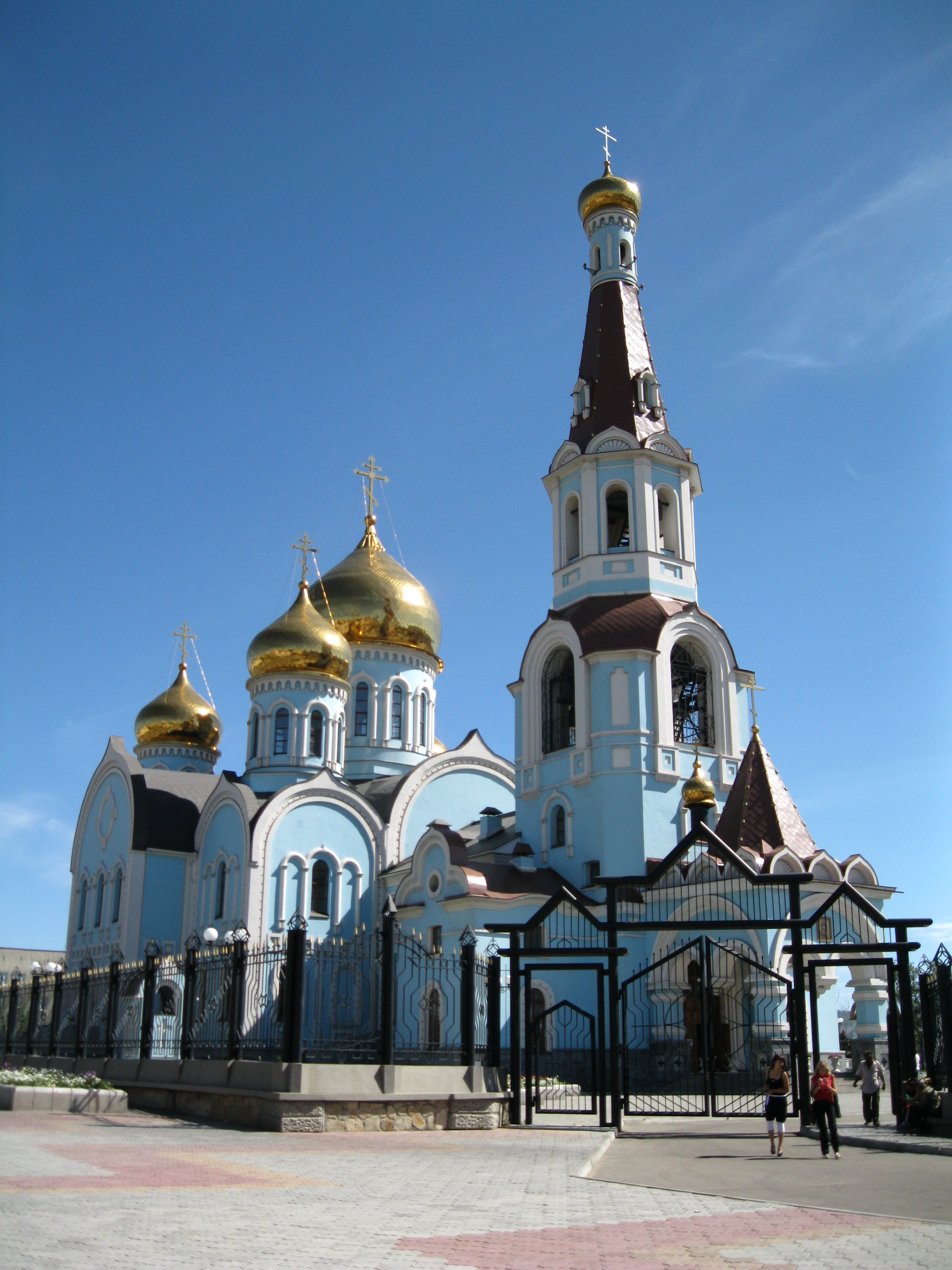
Sobór Katedralny Kazańskiej Ikony Matki Bożej
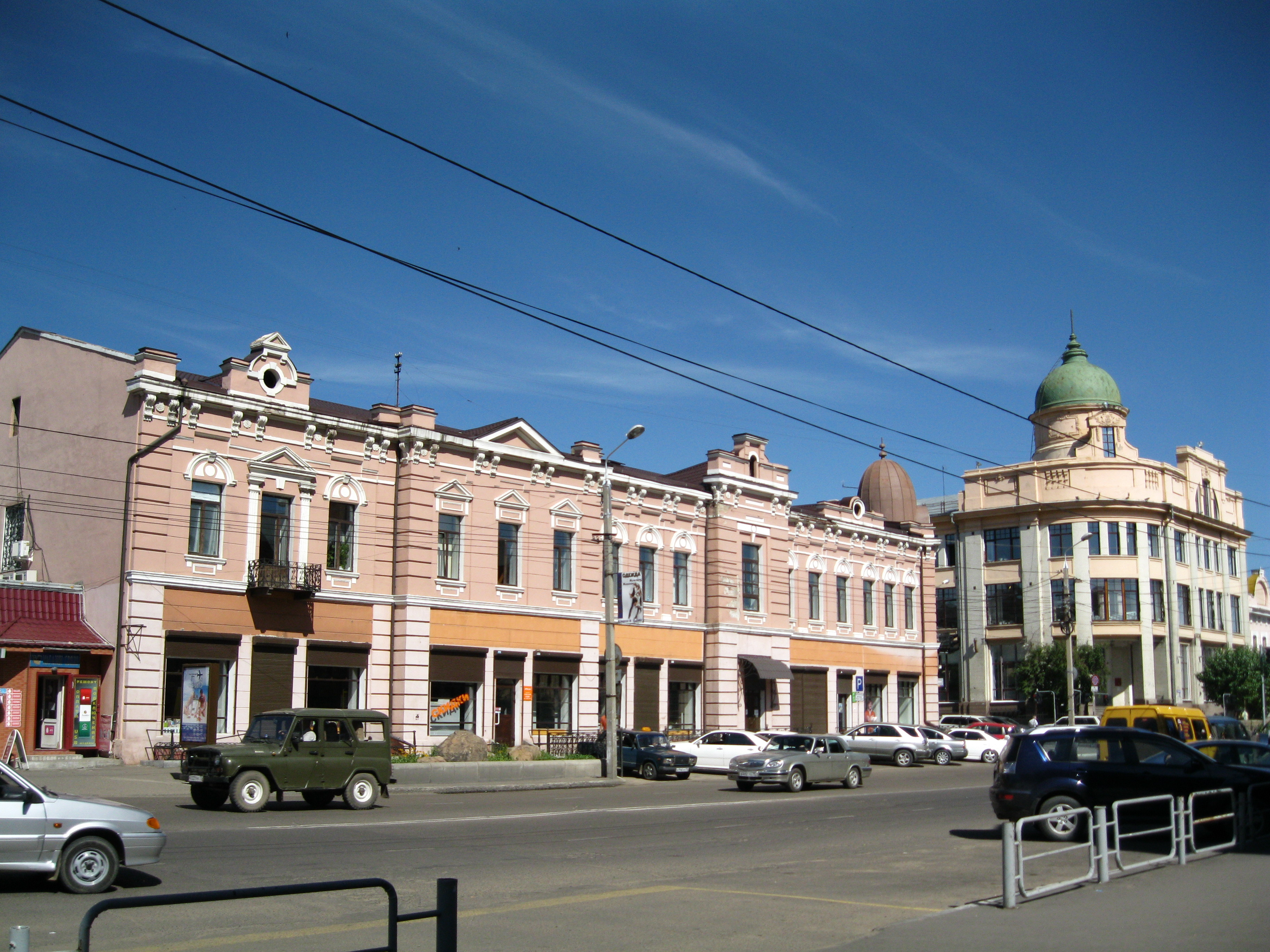
Kamienice
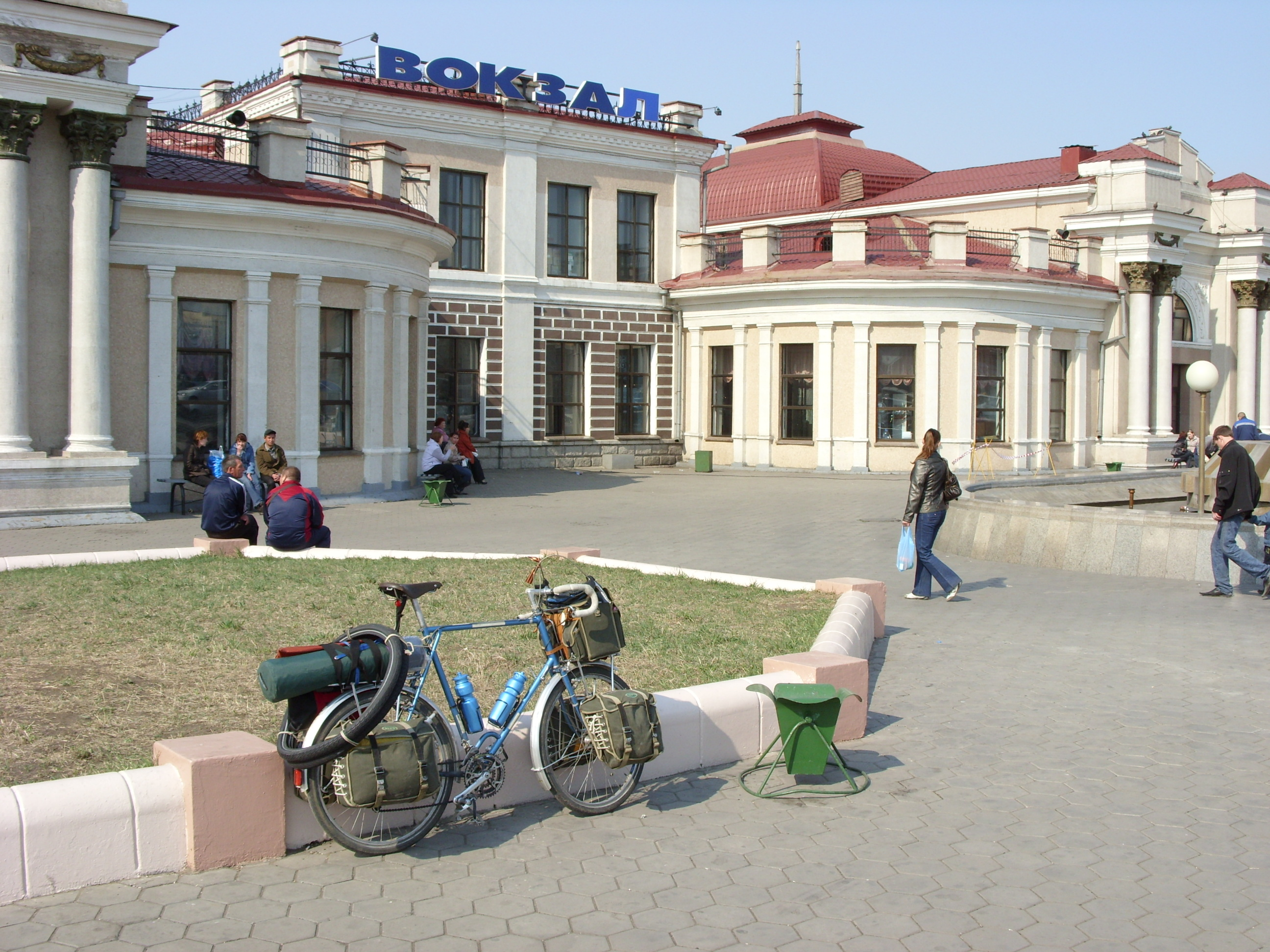
Dworzec kolejowy
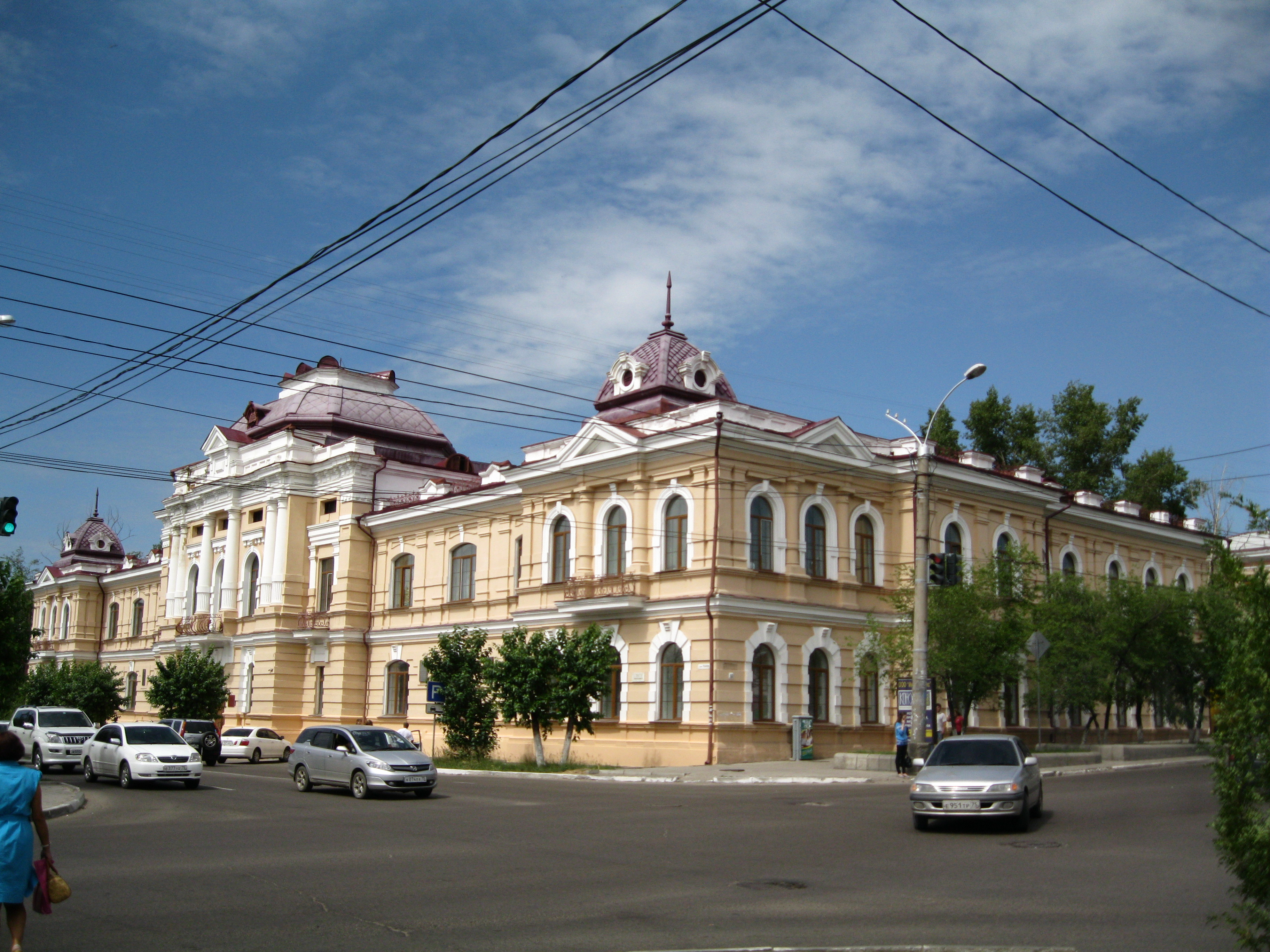
Instytut Pedagogiki
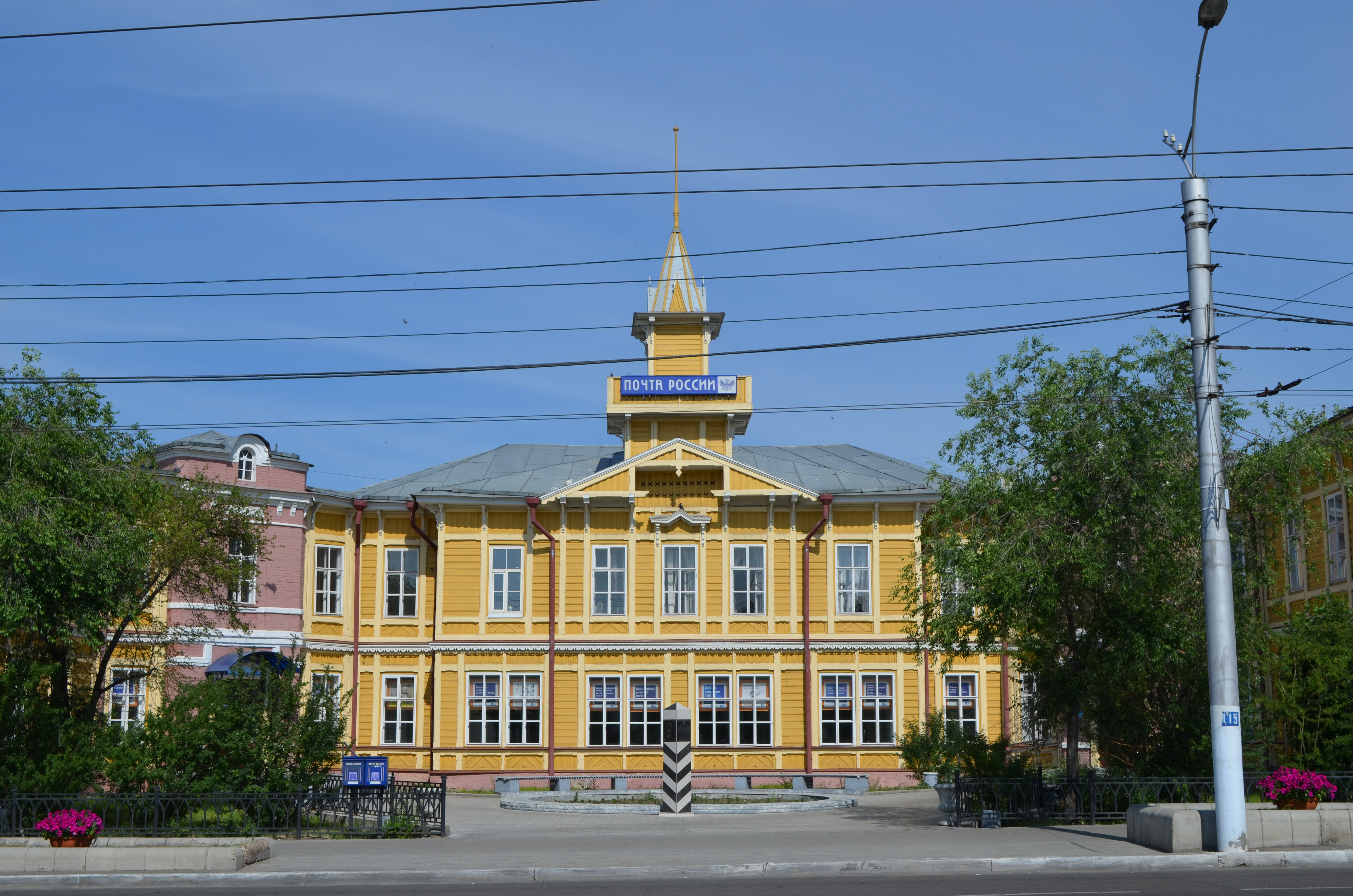
Poczta
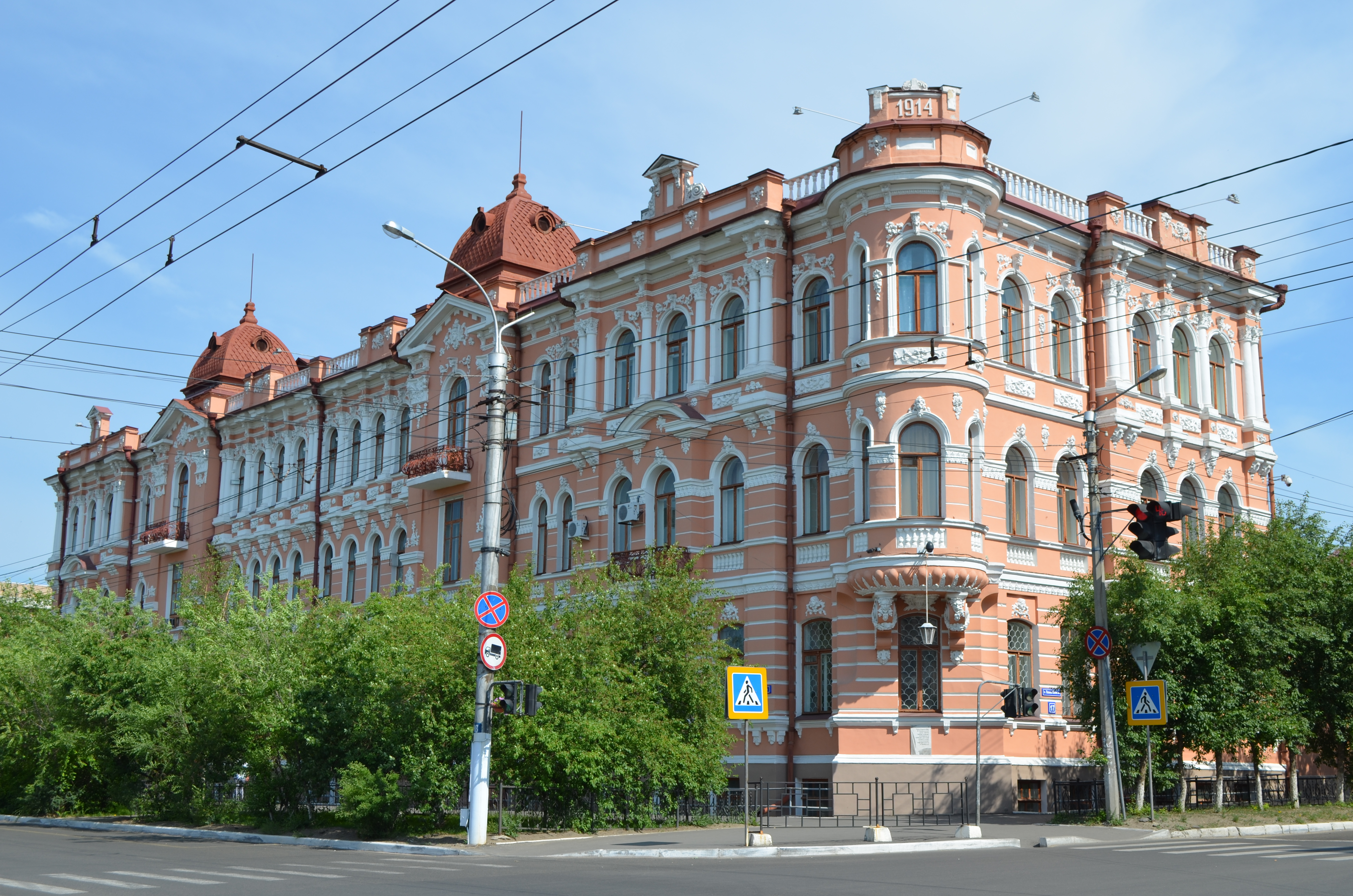
Dwór Szumowych (ob. siedziba FSB)
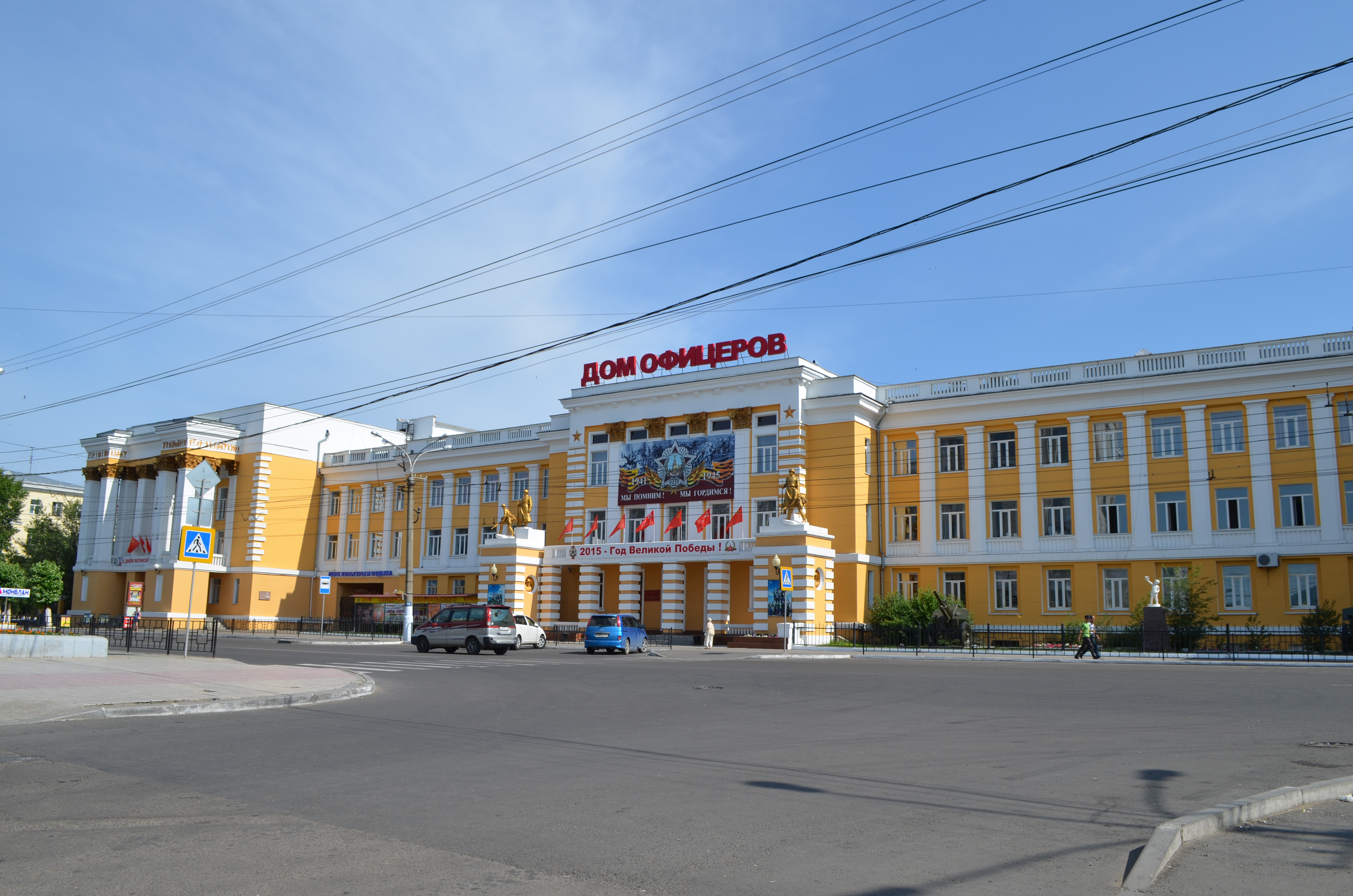
Dom oficerów garnizonu czytajskiego
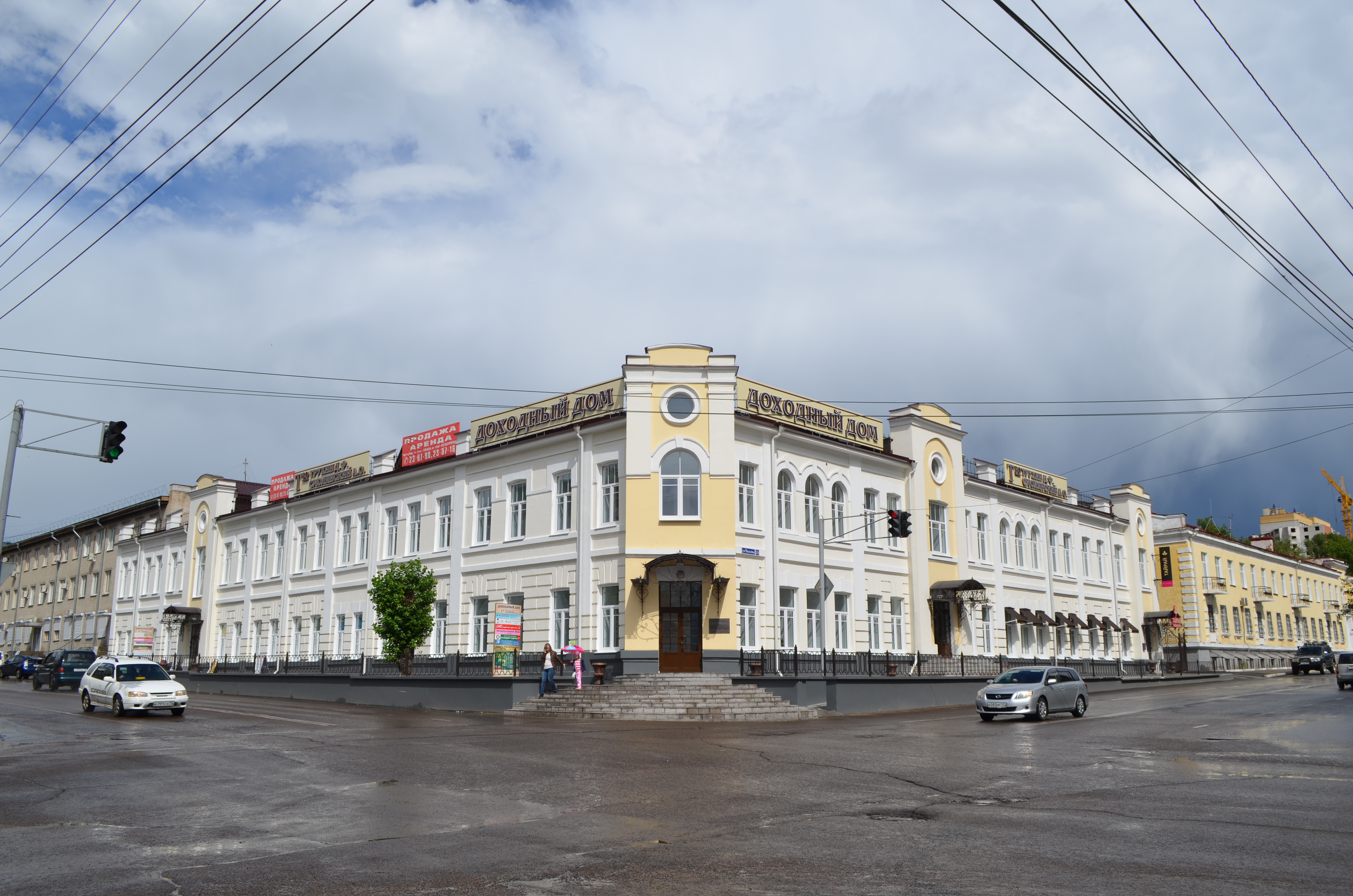
Dom kupiecki Truchina-Smolańskiego
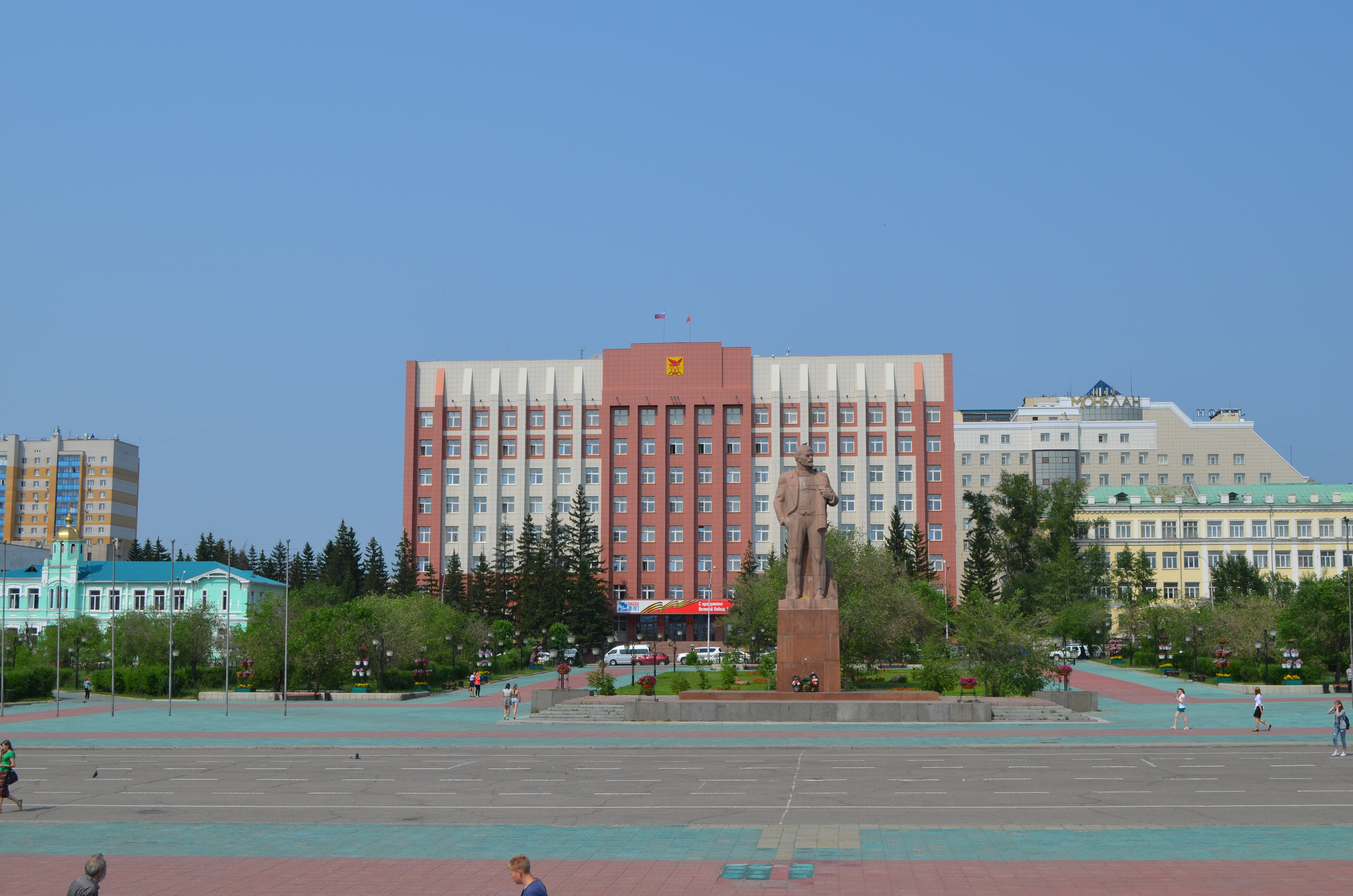
Plac Lenina
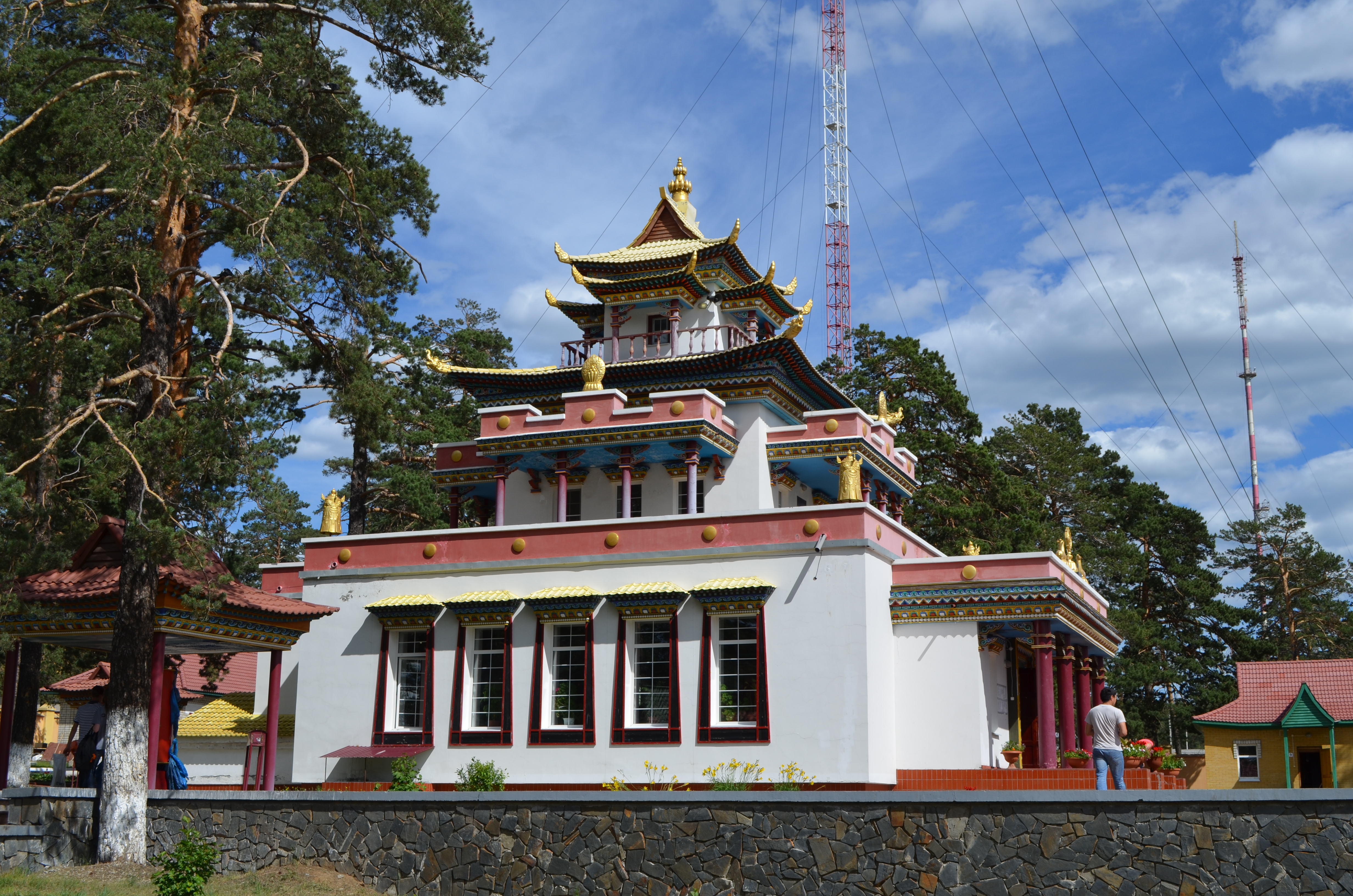
Dacan (Pagoda)
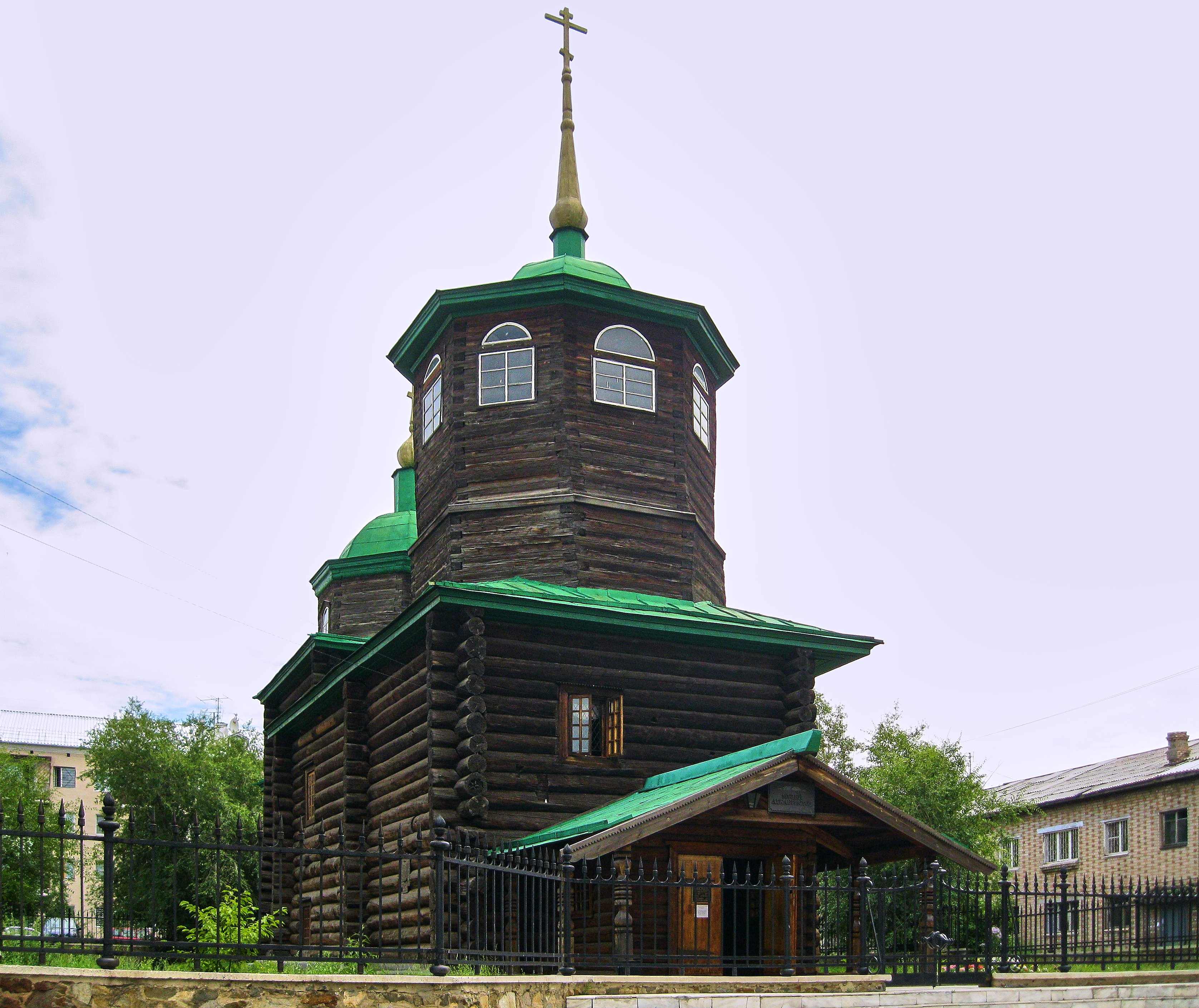
Dawna cerkiew z 1776 r., ob. Muzeum dekabrystów